# Vuco II
Vuco II je drugi studijski album hrvatskog glazbenika Siniše Vuce. Objavljen je 1995. u izdanju diskografske kuće Croatia Records.

## Popis pjesama
| Br. | Skladba                    | Trajanje |
| --- | -------------------------- | -------- |
| 1.  | »Crna ženo«                | 3:49     |
| 2.  | »Pije mi se«               | 4:13     |
| 3.  | »Sestro, odlazi«           | 2:40     |
| 4.  | »Rajske kočije«            | 3:49     |
| 5.  | »Draga«                    | 3:25     |
| 6.  | »Siromasi«                 | 3:55     |
| 7.  | »Duša seljačka«            | 4:57     |
| 8.  | »Vode se ne napila«        | 3:26     |
| 9.  | »Zbogom majko, zbogom oče« | 3:09     |
| 10. | »Razbijam ovu čašu«        | 3:26     |
| 11. | »Putuj«                    | 2:58     |
| 12. | »Petar Krešimir«           | 4:50     |